# ビオター
ビオター（Biotar ）はドイツ民主共和国（東ドイツ）のカール・ツァイスがダブルガウス型レンズに使用したブランドの一つ。
最初の製品はモリッツ・フォン・ローア（Moritz von Rohr ）によって設計されたペッツバール型F1.8であったが、1927年ウィリー・ウォルター・メルテがF1.4を設計して有名になった。ただしこの時点ではゾナーに優るものとは評価されず、内面反射を低減するコーティング技術の発達により群数の制約がなくなったことと、高級カメラの主流が一眼レフカメラへ移行し対称型のバックフォーカスの長さが評価されたことによりプラナーが主流になるまで、対称型はレンズの主流とはならなかった。ドイツ連邦共和国（西ドイツ）のカール・ツァイスではプラナーブランドを使用し続けた。ドイツ民主共和国（東ドイツ）のカール・ツァイスでは、のちにダブルガウス型のレンズのブランドとしてパンコラーを使用した。

### 関わった設計者
- ウィリー・ウォルター・メルテ